# 土屋三余
土屋 三余（つちや さんよ、1815年（文化12年） - 1866年（慶応2年）は、江戸時代後期の漢学者、教育者、旧中川村（現・松崎町）の3聖人の一人。

## 生涯
1815年（文化12年）、伊豆国那賀郡中村（現・松崎町那賀）出身、土屋家12世に生まれた。6歳時に父親、8歳時に母親と幼くして両親と死別したため、母親の実家である岩科村道部の斎藤弥左衛門に引き取られ、浄感寺に通って本多正観に経書を学んだ。その後は船田村帰一寺の丘鳳和尚に学んでいる。
当時の南伊豆は27か村が遠州掛川藩太田氏領であり、江奈村に陣屋が置かれたが、掛川から遠く飛地であることで統制がきかず、掛川侍が横暴な支配で農民を苦しめていた。そのことに憤りを感じていた宗三郎は、農民自身が智徳を磨き身に付けることで武士と対抗できる人間に育つと考え、教育を自らの生涯をかけて取り組む仕事と決めたといわれている。学問を志し、1829年（文政12年）15歳の時に江戸に旅立ったものの、1830年（天保元年）に一旦帰郷している。1831年（天保2年）の17歳の時に、再び江戸に出て東條一堂の瑶地塾に入門し経史を学び、国語学についても大沢赤城に就いて、8年の学問の研鑽と、玄武館道場で剣術の鍛錬もつとめ、見識が上達すると共に名声も高まったという。
諸侯からの顧問に招かれるようになり、評価が高まるにつれ、本来の農民自体が智徳を磨くという理念との間で悩みながらも、1839年（天保10年）、25歳の時に諸侯の招きを辞して郷里に帰り、松崎位田家の娘みよと結婚。1841年（天保12年）、伊豆中村で竹裡塾を開き、竹裡閑人と号した。講義を始めた頃、外国船が日本周辺に出没し、宗三郎は世情を把握するため、江戸を往来し、勤王志士とも親交をもった。西洋文明への関心も強く、タウンゼント・ハリスが1856年（安政3年）に下田の玉泉寺に米国領事館を開いた際には、門下生の依田清二郎と共に下田に黒船を見に行っている。この際、水兵たちとの間で、筆や墨と日本紙と、ビール3本と缶詰などを交換している。
激動する情勢の中で、今までの竹裡塾の教育よりも、子弟の魂の通い合った教育でなければ混乱の時代に対応した人材を養成できないと判断し、1859年（安政6年）に三余塾と名付けた新しい塾舎で新たに号を三余と名乗り、弟子と寝食を共にする教育を始め、子弟の育成に力を注いだ。1866年（慶応3年）に三余が病で逝去（享年52歳）すると、塾は閉じられた。菩提寺西法寺入口に、「三余土屋先生之碑」が残っており、題字は勝海舟、撰文は旧仙台藩の岡千仞、書は日下部東作による作である。

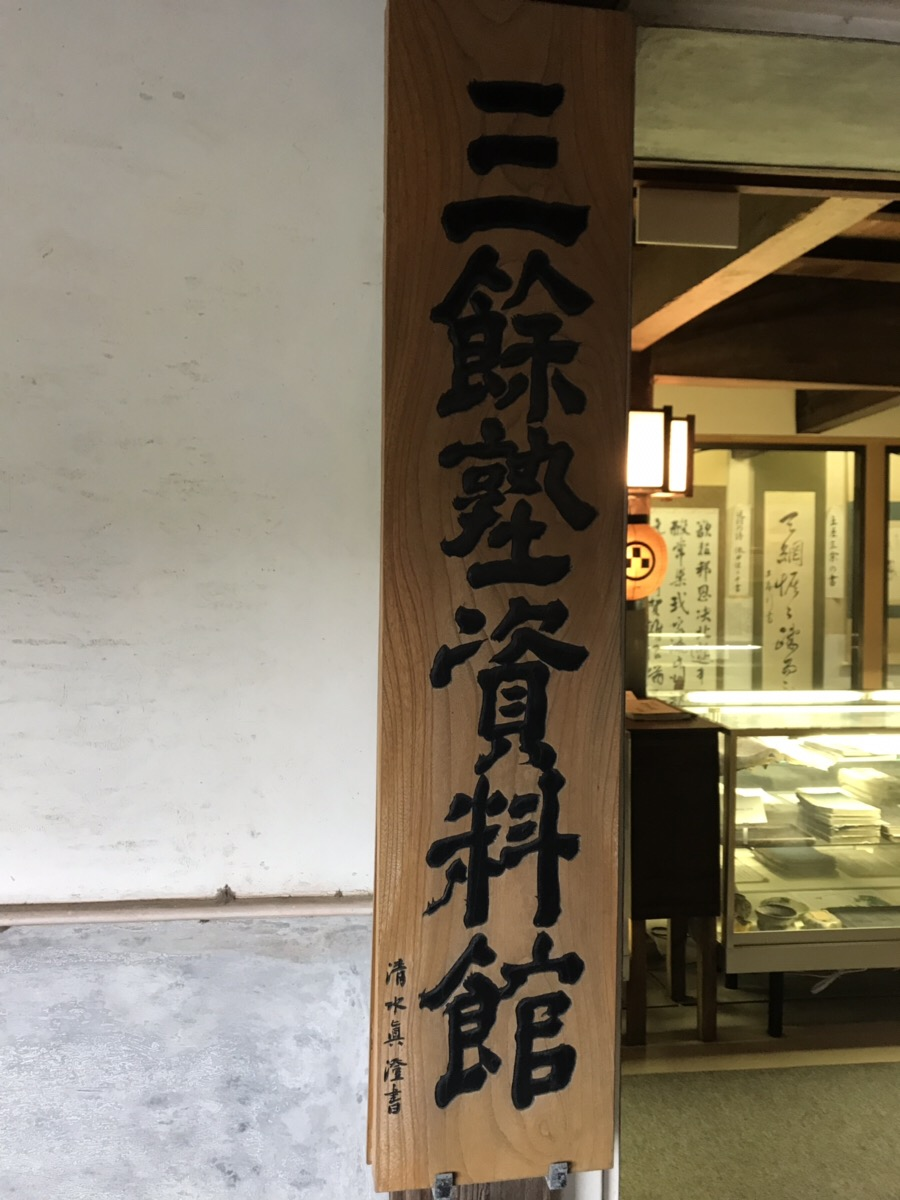
土屋三余の生家は、現在三余塾資料館となっている

## 竹裡塾
三余は、開塾の信条として、3つ挙げている。
- 人の天分に上下の差はない。士が尊く農民が賤しい断りはない、ただ現在の境遇に優劣あるのは教育の有無によるのだ。
- 人は天分を全うするために職業を持たねばならぬ。
- 士農の境界を撤去するには業間の三余[† 1]を以って子弟を教育しその器を大成させ武士に対抗させることだ。

## 三余塾
塾者は、孔子の門下十哲の四科を使い、徳行、言語、政治、文学の名をつけ部屋とした入門帳が作製され、筆頭に依田佐二平の名が残っている。塾の教育は、国史から入り、のちに経書により人道を説く順番であり、武士と対等の人物育成のため、品性を陶冶し、礼儀と質素を重んじるよう、袴を着用させ、食事作法も厳しく指導した。また、姑息と怠惰を戒めるため、修学の心得、日々実行の心得を朝晩吟唱させていた。
- 塾の学科は、歴史（三史略、日本外史、資治通鑑、左史伝、史記、二十一史）、経書（孝経、大学、中庸、論語、孟子、易経、詩経、書経、春秋、礼記）、詩文（八家文、文選）、算術、作詩作文、習字、剣術で構成されていた[3][7]。
- 入門料は、講師も取られたから礼としていただくが、以後は一門の謝礼も受けなかった[3]。
- 生徒は男50名、女15名、教師は男6名であった[3]。

## 人柄
- 竹裡塾時代からの門下生は700人を超えるといわれ、仙台・信州・甲州・千葉からも入門者が来るほどであった[3][6]。
- 門人の追悼詩文に「温厚で賢く、懇ろに子弟を導いてくれた」「先生は我が子のように仲間に接し、仲間は父のごとく接した」と記されている[3]。
- 三余が外出すると農家の人々が作業をやめて挨拶をするため、外出の際には傘で顔を隠して俯いて歩いたという[1]。
- 甥が上京して吉原を見物していた際、着流しで三味線を弾きながら新内を歌って前方から歩いてくるものがあり、三余とわかった時に大いに驚いたという。なんでもやってみる人柄であったという[1]。
- 書籍のために、家計も忘れてしまうため財産も減少してきたが、みよ夫人が家事を取りしきるようになり、出入りの管理ができるようになった[1]。
- 休日には、帰一寺に出かけて住職と一日中酒を酌み交わすほど酒が好きであったという[1]。